# Juan Luis Vázquez
Juan Luis Vázquez Suárez (zitiert als Juan Luis Vázquez; * 26. Juli 1946 in Oviedo) ist ein spanischer angewandter Mathematiker.

## Leben und Werk
Vázquez studierte 1964 bis 1969 an der Escuela Técnica Superior de Ingenieros de Telecomunicación (ETSIT) in Madrid und machte das Diplom als Telekommunikationsingenieur. Danach studierte er Mathematik an der Universidad Complutense de Madrid, wo er 1979 bei Haïm Brezis  promovierte (Existencia, unicidad y propiedades de las soluciones de algunas ecuaciones en derivadas parciales semilineales, Existenz, Eindeutigkeit und Eigenschaften einiger semilinearer partieller Differentialgleichungen). Er ist seit 1986 Professor für Angewandte Mathematik an der Universidad Autónoma de Madrid.
Vázquez beschäftigt sich mit der Lösung von partiellen Differentialgleichungen (PDE), speziell nichtlinearen Wärmeleitungsgleichungen (PDE vom parabolischen Typ) und Flüssen in porösen Medien (Poröse-Medien-Gleichung, mit Anwendungen in der Erdölindustrie).
2006 hielt er einen Plenarvortrag auf dem ICM in Madrid (Perspectives in Nonlinear Diffusion: Between Analysis, Physics, and Geometry). 2003 erhielt er den Premio Nacional de Investigación Julio Rey Pastor. Er ist Fellow der American Mathematical Society.
1996 bis 1998 war er Präsident der spanischen Gesellschaft für Angewandte Mathematik (Sociedad Española de Matemática Aplicada, SEMA).

## Schriften (Auswahl)

### Bücher
- The porous medium equation. Mathematical Theory. Clarendon, Oxford 2007, ISBN 978-0-19-856903-9.
- Smoothing and Decay Estimates for Nonlinear Diffusion Equations. Equations of Porous Medium Type (Oxford lecture series in mathematics and its applications; Bd. 33). Oxford University Press, Oxford 2006, ISBN 0-19-920297-4.
- A Stability Technique for Evolution Partial Differential Equations. A Dynamical Systems Approach (Progress in nonlinear differential equations and their applications; Bd. 56). Birkhäuser, Basel 2003, ISBN 3-7643-4146-7 (zusammen mit Viktor A. Galaktionov).
- Recent trends in partial differential equations (Contemporary Mathematics; Bd. 409). American Mathematical Society, Providence RI 2006, ISBN 0-8218-3891-1 (zusammen mit Xavier Cabré und José A. Carrillo).

### Aufsätze
- Thermal avalanche for blowup solutions of semilinear heat equations. In: Communications on Pure and Applied Mathematics, Bd. 57 (2004), Heft 1, S. 59–98, ISSN 0010-3640 (zusammen mit Fernando Quirós und Julio D. Rossi).
- Geometrical properties of solutions of the porous medium equation for large times. In. Indiana University Mathematics Journal, Jg. 52 (2003), Heft 4, S. 991–1016, ISSN 0022-2518 (zusammen mit Ki-Ahm Lee).
- The Hardy inequality and the asymptotic behaviour of the heat equation with an inverse-square potential. In: Journal of Functional Analysis, Bd. 173 (2000), Heft 1, S. 103–153, ISSN 0022-1236 (zusammen mit Enrique Zuazua).
- Continuation of blowup solutions of nonlinear heat equations in several space dimensions. In: Communications on Pure and Applied Mathematics, Bd. 50 (1997), Heft 1, S. 1–67, ISSN 0010-3640 (zusammen mit Viktor A. Galaktionov).
- Blow-up solutions of some nonlinear elliptic problems. In: Rev. Mat. Univ. Complut. Madrid, Bd. 10 (1997), Heft 2, S. 443–469 (zusammen mit Haïm Brezis).
- An L1-theory of existence and uniqueness of solutions of nonlinear elliptic equations. In: Annali della Scuola Normale Superiore di Pisa, Classe di Scienze/Serie 4, Bd. 22 (1995), Heft 2, S. 241–273, ISSN 0391-173X (zusammen mit Philippe Benilan, Lucio Boccardo, Thierry Gallouët, Ron Gariepy und Michel Pierre).
- A free-boundary problem for the heat equation arising in flame propagation. In: Transactions of the American Mathematical Society, Bd. 347 (1995), Heft 2, S. 411–441, ISSN 0002-9947 (zusammen mit Luis Caffarelli).
- On the stability or instability of the singular solution of the semilinear heat equation with exponential reaction term. In: Archive for Rational Mechanics and Analysis, Bd. 129 (1995), Heft 3, S. 201–224, ISSN 0003-9527 (zusammen mit Ireneo Peral).
- Nonexistence of solutions for nonlinear heat equations of fast-diffusion type. In: Journal de Mathématiques Pures et Appliquées/Série 9, Bd. 71 (1992), Heft 6, S. 503–526, ISSN 0021-7824.
- Asymptotic behaviour of nonlinear parabolic equations with critical exponents. A dynamical systems approach. In: Journal of Functional Analysis, Bd. 100 (1991), Heft 2, S. 435–462, ISSN 0022-1236 (zusammen mit Viktor A. Galaktionov).
- Eventual {\displaystyle C^{\infty }}-regularity and concavity for flows in one-dimensional porous media. In: Archive for Rational Mechanics and Analysis, Bd. 99 (1987), Heft 4, S. 329–348, ISSN 0003-9527 (zusammen mit Donald G. Aronson).
- A strong maximum principle for some quasilinear elliptic equations. In: Applied Mathematics & Optimization, Bd. 12 (1984), Heft 3, S. 191–202, ISSN 0095-4616.
- Asymptotic behaviour and propagation properties of the one-dimensional flow of gas in a porous medium. In: Transactions of the American Mathematical Society, Bd. 277 (1983), Heft 2, S. 507–527, ISSN 0002-9947.